# Mrs.
Mrs. (grafia utilizzata nell'inglese americano) o Mrs (grafia utilizzata nel Regno Unito; pronuncia inglese standard /ˈmɪsᵻz/) è un titolo onorifico della lingua inglese usato comunemente per le donne, di solito quelle che sono sposate e non usano un altro titolo come Doctor ("dottore[ssa]"), Professor ("professore[ssa]"), President ("presidente"), Dame ("dama") ecc. Nella maggioranza dei paesi del Commonwealth di solito non si usa il punto dopo il titolo, a differenza che negli Stati Uniti e in Canada.
Mrs. ha avuto origine dalla contrazione del termine onorifico Mistress (femminile di Mister o di Master) che inizialmente si applicava a donne sia sposate che nubili delle classi superiori. Tra gli scrittori che utilizzarono Mrs per donne non sposate vi sono Daniel Defoe, Samuel Richardson, Henry Fielding e Samuel Johnson. La divisione in Mrs per le donne sposate e Miss per quelle nubili iniziò nel XVII secolo, ma non divenne una regola fino all'Ottocento inoltrato.
È raro che Mrs. sia scritto in una forma non abbreviata, e in tal caso non c'è una grafia standardizzata. In letteratura può comparire come missus o missis nelle parti dialogate. Una variante usata nelle opere di Thomas Hardy e di altri autori è Mis'ess, che rispecchia la sua etimologia. Misses è stato usato, ma è ambiguo, poiché viene usato normalmente come plurale di Miss. Il plurale di Mrs., Mesdames, viene dal francese. Questo può essere usato nella corrispondenza scritta, dove può anche essere abbreviato come Mmes.

## Uso tradizionale
In origine, Mrs era usato col nome di battesimo di una donna e il suo cognome da sposata. Ad esempio, ci si rivolgeva ad Abigail Adams con Mrs. Abigail Adams. Nel XIX secolo, divenne comune utilizzare il nome di battesimo del marito anziché quello della moglie. Jane Austen fornì alcuni dei primi esempi di tale forma quando scrisse di Mrs. John Dashwood. Entro i primi anni del Novecento, tale uso divenne la regola, e le forme Mrs Jane Smith, Mrs Miller (moglie di John Smith) o Mrs Miller-Smith erano considerate errate da molti scrittori di bon ton. Ciò incontrava la riprovazione di molte femministe (come Elizabeth Cady Stanton, Lucy Stone e Charlotte Perkins Gilman), che tuttavia non erano d'accordo sul fatto che il problema risiedesse nel titolo Mrs, nel nome del marito o nel cognome di lui.
In diverse lingue, il titolo per donne sposate (come (IT)  Signora, (FR)  Madame, (ES)  Señora, o (DE)  Frau) è il diretto equivalente femminile del titolo usato per gli uomini, mentre quello per le donne nubili è un diminutivo ((IT)  Signorina, (FR)  Madamoiselle, (ES)  Señorita, o (DE)  Fräulein). Per questo motivo, in ambito professionale l'uso si è spostato gradualmente verso il titolo della donna sposata. Ciò è avvenuto in tempi molto anteriori nel Regno Unito per certi domestici di categoria superiore, come governanti, cuoche e bambinaie, indicate con Mrs. come segno di rispetto indipendentemente dallo stato civile.
Nel Regno Unito, la forma tradizionale per una divorziata era Mrs Jane Smith. Negli Stati Uniti, la donna divorziata conservava inizialmente il nome completo da sposata, a meno che non si risposasse.  Successivamente, si è usata talvolta la forma Mrs. Miller Smith, col cognome da nubile al posto del prenome. Tuttavia, la forma Mrs. Jane Miller (cioè con Mrs. seguito dal nome e dal cognome da nubile). ha finito col diventare largamente usata nel caso di divorziate, anche nella corrispondenza formale.
Prima che l'idea di una donna nubile con prole fosse socialmente accettabile, le esperte di bon ton come Emily Post suggerivano alle madri non sposate di usare Mrs. col loro cognome per evitare stigmi.
La distinzione tra Miss e Mrs. divenne problematica allorché sempre più donne iniziarono ad avere ruoli lavorativi da colletto bianco, poiché era difficile cambiare nomi e titoli quando avevano già iniziato una carriera. Le donne che erano diventate famose o conosciute nei loro ambienti professionali prima del matrimonio spesso conservarono i loro cognomi di nascita, nomi d'arte o pseudonimi. Miss divenne l'appellativo per celebrità (ad es. Miss Helen Hayes, o Miss Amelia Earhart) ma anche questo si rivelò un problema, come nel caso in cui una donna sposata utilizzava il cognome del marito ma veniva ancora chiamata Miss (vedi anche Ms. e Miss).

## Utilizzo corrente
È attualmente cosa non comune rivolgersi a una donna col prenome del marito; tuttavia, capita ancora che ciò avvenga, soprattutto nel caso in cui ci si rivolga a una coppia nel suo insieme, ad esempio Mr. and Mrs. John Smith.
Molte donne sposate usano ancora il titolo col cognome del marito, ma conservano il loro nome di battesimo (ad es. Mrs Jane Smith). Altre donne sposate scelgono di non adottare affatto il cognome del marito. Si considera generalmente educato rivolgersi a una donna con Ms. anziché Mrs., a meno che la preferenza della donna in questione non sia ben nota. Questo è particolarmente vero nelle comunicazioni scritte, come richiede l'etichetta professionale.
L'etichetta moderna fornisce diverse opzioni nel rivolgersi a coppie sposate nelle quali la moglie conserva il suo cognome, o utilizza titoli come Dr., Mayor, o Ms.. L'esperta di bon ton Judith Martin ("Miss Manners") suggerisce che, in situazioni non-standard situations, ci si rivolga separatamente ai singoli individui quando si scrivono degli inviti (ad es. "Dr. Sue Martin/Mr. John Martin").
Quando in inglese ci si rivolge verbalmente a una donna col titolo Mrs., questa dovrebbe essere chiamata Mrs. [cognome], oppure solamente Madam o Ma'am, sebbene nella conversazione moderna questi ultimi due appellativi siano usati per qualsiasi donna adulta, senza distinzione di stato civile. Si considera normalmente corretto anche chiamarla Ms. [cognome], senza che si sottolinei (o si conosca) lo stato civile.